# Senecio leucopeplus
Senecio leucopeplus es una especie de plantas del género Senecio, familia Asteraceae. 

## Hábitat
Planta endémica de la Provincia de Buenos Aires. Se encuentra en la Sierra de la Ventana, muy escasa y en peligro crítico de extinción.

## Descripción
Planta perenne que alcanza 70 a 80 cm. Presenta hojas muy lobuladas de color gris ceniciento. Flores blancas cremosas en capítulo que se presentan en agrupaciones de varios de ellos.

## Situación actual

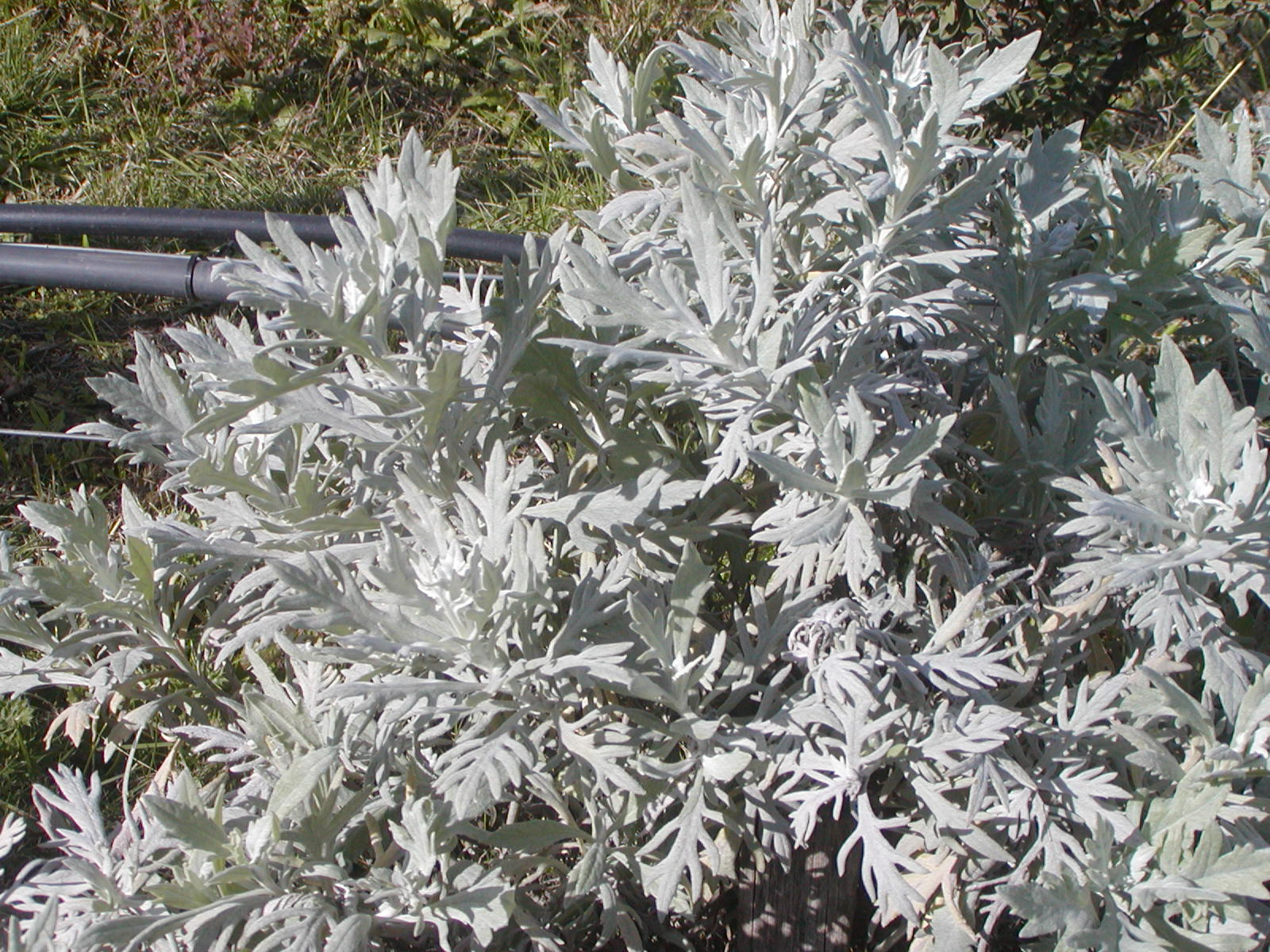
Senecio Leucopeplus

Se piensa que pueda estar extinto en el medio silvestre por los exámenes en su distribución de la que se han realizado históricamente desde 1986 (C. Villamil pers. comm.) y de una manera más sistemática entre 1996 y 2007 (M.A. Long, com. pers). Solamente dos especímenes fueron encontrados que han desaparecido desde entonces dado las condiciones precarias del establecimiento. El último cribado de campo fue realizado el 3 de julio de 2007; este examen registró la extinción de los dos últimos individuos localizados de esta especie (S. Zalba, com. pers.). El Senecio leucopeplus es una especie perenne y claramente visible e identificable tanto en invierno como en verano. 
Actualmente hay dos individuos en cultivo en el Jardín Botánico Pillahuincó (PPET-Buenos Aires), y otros dos en un predio particular en la localidad de Sierra de la Ventana. 

## Taxonomía
Senecio leucopeplus fue descrita por  Ángel Lulio Cabrera  y publicado en Revista del Museo de La Plata (Nueva Serie), Sección Botánica 4: 291. 1941.
Etimología
Ver: Senecio
Sinonimia
- Senecio candolleanus Hook. & Arn.[2]